# Luca Fulcheris
Luca Fulcheris (Savona, 6 aprile 1993) è un pallanuotista italiano, di ruolo centrovasca.

## Biografia
Cresciuto nelle file del club biancorosso ha esordito in prima squadra nella stagione 2010-11, stagione in cui ha contribuito alla conquista della Coppa LEN, bissando la vittoria l'anno seguente.
Ha fatto altresì parte della nazionale juniores che ha conquistato la medaglia d'oro ai campionati europei di categoria disputatisi a Stoccarda nel 2010.

## Statistiche

### Presenze e reti nei club
Statistiche aggiornate al 27 giugno 2011.
| Stagione        | Squadra         | Campionato      | Campionato | Campionato | Coppe nazionali | Coppe nazionali | Coppe nazionali | Coppe continentali | Coppe continentali | Coppe continentali | Totale | Totale |
| Stagione        | Squadra         | Comp            | Pres       | Reti       | Comp            | Pres            | Reti            | Comp               | Pres               | Reti               | Pres   | Reti   |
| --------------- | --------------- | --------------- | ---------- | ---------- | --------------- | --------------- | --------------- | ------------------ | ------------------ | ------------------ | ------ | ------ |
| 2010-11         | Savona          | A1              | 18         | 6          |                 | -               | -               | C.L.               | 4                  | 1                  | 22     | 7      |
| 2011-12         | Savona          | A1              | ?          | ?          | C.I.            | -               | -               | C.L. - E.C.        | -                  | -                  | ?      | ?      |
| Totale carriera | Totale carriera | Totale carriera | 18         | 6          |                 | -               | -               |                    | 4                  | 1                  | 22     | 7      |

## Palmarès

### Club
- Coppe LEN: 2

R.N. Savona: 2010-11, 2011-12

### Nazionale
- Oro ai campionati europei juniores: 1

Italia: Stoccarda 2010